# Proteinania vigasia
Hypotrix vigasia là một loài bướm đêm trong họ Noctuidae.